# Diagonaalmethode (fotografie)

Volgens de diagonaalmethode vallen de aandachtspunten op een van de vier diagonalen die vanuit elke hoek worden getrokken.

De diagonaalmethode is een compositieregel in de fotografie, de schilderkunst en de tekenkunst. Bij deze compositieregel liggen de aandachtspunten veelal op de diagonalen van een vierkant in plaats van op sterke plaatsen, zoals dat bij de regel van derden of de toepassing van de gulden snede in de fotografie het geval is. Een foto is doorgaans een rechthoekige vorm in de verhoudingen 4:3 of 3:2, waarbij men dus moet kijken naar de vier bissectrices van de hoeken. Het beeld oogt prettiger als bepaalde elementen precies op deze lijnen vallen. De Nederlandse fotograaf en docent Edwin Westhoff beschreef de regel in 2006 toen hij visuele experimenten verrichtte om te onderzoeken waarom de regel van derden zo onnauwkeurig is.

## Theorie
De aandachtspunten bevinden zich volgens de diagonaalmethode vaak op een of meer diagonalen van 45 graden uit een van de vier hoeken van de afbeelding. In tegenstelling tot andere compositieregels, zoals de regel van derden en de gulden snede, hecht de diagonaalmethode nauwelijks waarde aan de plaatsen waar de lijnen kruisen en staat de methode toe dat een aandachtspunt op een willekeurige positie op de diagonaal komt te liggen. Zolang de details op die lijnen liggen, trekken ze volgens Westhoff de aandacht. De diagonaalmethode vereist echter wel dat aandachtspunten zeer nauwkeurig op de diagonaal komen te liggen, met een maximale afwijking van een millimeter op A4-formaat. Anders dan bij andere compositieregels wordt de methode niet gebruikt om de compositie te verbeteren.

## Toepassing
De diagonaalmethode is ontstaan uit een analyse van hoe kunstenaars details gevoelsmatig componeren, en zij kan daartoe ook ingezet worden. Zo ontdekte Westhoff dat als je lijnen met een hoek van 45 graden tekent vanuit de hoeken van een afbeelding, je kunt zien naar welke details de aandacht van de kunstenaar uitging. Kunstenaars en fotografen plaatsen aandachtspunten gevoelsmatig binnen een compositie. Met behulp van de diagonaalmethode kan nagegaan worden welke details de maker van een foto, schilderij of ets heeft willen uitlichten. Uit onderzoek van Westhoff bleek bijvoorbeeld dat belangrijke details op de schilderijen en etsen van Rembrandt van Rijn exact op de diagonalen liggen. Daarbij valt te denken aan ogen, handen of gebruiksvoorwerpen.
De plaatsing van de aandachtspunten op diagonalen is erg moeilijk bewust uit te voeren tijdens het maken van foto's of kunstwerken, maar kan wel tijdens de nabewerking ingezet worden. Zo kan bijvoorbeeld het hoofdonderwerp met behulp van de diagonaalmethode verder naar een van de hoeken geschoven worden. Op die manier is de methode inzetbaar bij het bijsnijden van eigen werk. Hiervoor bevat Photoshop Lightroom sinds 2007 een hulpmiddel om foto's volgens de diagonaalmethode bij te snijden, naast toepassingen voor andere compositieregels, en het Golden Crop-gereedschap voor Photoshop CS2 en hoger bevat eveneens de diagonaalmethode. Sinds 2009 zijn er ook scripts beschikbaar voor PaintShop Pro, GIMP en Picture Window Pro en in 2010 ook voor Inkscape. Vanaf GIMP 2.8 zal de DM-standaard onderdeel uitmaken van het programma.
De diagonaalmethode is alleen toepasbaar op afbeeldingen die bepaalde details willen uitlichten of benadrukken, zoals een portret waarin een lichaamsdeel meer aandacht verdient, of een reclamefoto waarmee een product aangeprezen wordt. Op sommige foto's van landschappen zijn eveneens belangrijke details zichtbaar die op de diagonalen kunnen liggen, zoals mensen, (losstaande) bomen of gebouwen, maar doorgaans gaat het bij foto's van landschappen en gebouwen om het totaalbeeld, waarbij vaak andere lijnen de beeldopbouw bepalen, bijvoorbeeld de horizon.

## Fundering
Het is bekend dat de diagonalen, evenals de middelloodlijnen, het zwaartepunt en de hoeken, behoren tot de krachtlijnen van een vierkant, en als krachtiger worden beschouwd dan andere delen van het vierkant. In hoeverre deze bevindingen over te dragen zijn op rechthoeken, zoals foto's in de verhouding 4:3 en 3:2, is tot op heden niet onderzocht. Naast de praktische onderbouwing van de diagonaalmethode via de diverse analyses zijn er vooralsnog geen wetenschappelijke onderzoeken bekend die de methode ook theoretisch kunnen bevestigen.